# Rolf Stöckel
Rolf Stöckel (* 7. Juni 1957 in Unna) ist ein deutscher Politiker (SPD) und Humanist. Er war von 1998 bis 2009 Mitglied des Deutschen Bundestages. Er lebt in der Gemeinde Kubschütz im Freistaat Sachsen, wo er sich kommunalpolitisch engagiert.

## Leben und Beruf
Nach dem Fachabitur 1977 an der Fachoberschule Unna begann Stöckel 1979 an der Fachhochschule Düsseldorf ein Studium der Sozialarbeit. 1980 wechselte er an die Fachhochschule Dortmund, wo er sein Studium 1982 als Diplom-Sozialarbeiter beendete. Nach der Ableistung des Berufsanerkennungsjahres war er ab 1985 als Sozialarbeiter bei der Gemeinde Bönen in der Schuldnerberatung tätig.
Rolf Stöckel hat drei Kinder.

## Partei
Nachdem er schon seit 1973 der Sozialistischen Jugend Deutschlands – Die Falken angehört hatte, trat Stöckel noch als Schüler 1975 in die SPD ein.
Von 1989 bis 2005 gehörte er dem Vorstand des SPD-Kreisverbandes Unna an und war von 1993 bis 2005 Kreisvorsitzender. Ab 2004 gehörte er dem Landesvorstand der SPD in Nordrhein-Westfalen an.
Bei der Kommunalwahl am 9. Juni 2024 kandidiert er für den Gemeinderat Kubschütz. Seine Themen sind dabei die nachhaltige Stärkung des ländlichen Raums, eine gute Infrastruktur für junge Familien mit Kindern, mobile Altenpflege und öffentlicher Nahverkehr.

## Abgeordneter
Stöckel war seit 1998 Mitglied des Deutschen Bundestages. 1999 hat sich Stöckel innerhalb der Fraktion dem Netzwerk Berlin angeschlossen. Seit November 2000 gehörte er dem Vorstand der SPD-Bundestagsfraktion an und war seit April 2003 Sprecher der Fraktionsarbeitsgruppe Verteilungsgerechtigkeit bzw. seit Februar 2006 der Arbeitsgruppe Verteilungsgerechtigkeit und soziale Integration. Seit November 2005 war er außerdem Sprecher der Landesgruppe Nordrhein-Westfalen in der SPD-Fraktion.
Rolf Stöckel ist stets als direkt gewählter Abgeordneter des Wahlkreises Unna I in den Bundestag eingezogen. Bei der Bundestagswahl 2005 erreichte er hier 54,8 % der Erststimmen.
Für die Bundestagswahl 2009 wurde er von seiner Partei nicht wieder nominiert.

## Gesellschaftliches Engagement
Rolf Stöckel war Vorstandssprecher der Deutschen Kinderhilfe. Von 2000 bis 2004 war er ferner Bundesvorsitzender des Humanistischen Verbandes Deutschlands.